# Hansenius kilimanjaricus
Hansenius kilimanjaricus es una especie de arácnido del orden Pseudoscorpionida de la familia Cheliferidae.

## Distribución geográfica
Se encuentra en Tanzania y Kenia.